# Video Olympics
Video Olympics es un videojuego programado por Joe Decuir publicado en 1977 por Atari para la videoconsola Atari 2600. Fue uno de los 9 títulos que se lanzaron al mismo tiempo que la consola.

## Argumento
Video Olympics era una recopilación de 50 variaciones del Pong. Para jugarlos, el o los jugadores necesitan utilizar paletas, las cuales venían incluidas con la consola. Los juegos eran casi idénticos a los de las máquinas dedicadas de Pong, sólo que la variedad de juegos era mayor. Los deportes incluidos eran los siguientes:
- Pong (tenis) - De 1 a 4 jugadores
- Superpong (tenis) - De 2 a 4 jugadores
- Soccer (fútbol) - De 2 a 4 jugadores
- Foozpong (futbolín) - De 2 a 4 jugadores
- Hockey (hockey) - De 2 a 4 jugadores
- Cuadrapong (tenis) - 4 jugadores
- Handball (balonmano) - De 2 a 4 jugadores
- Volleyball (voleibol) - De 2 a 4 jugadores
- Basketball (baloncesto) - De 2 a 4 jugadores